# 亞伯達飛剪

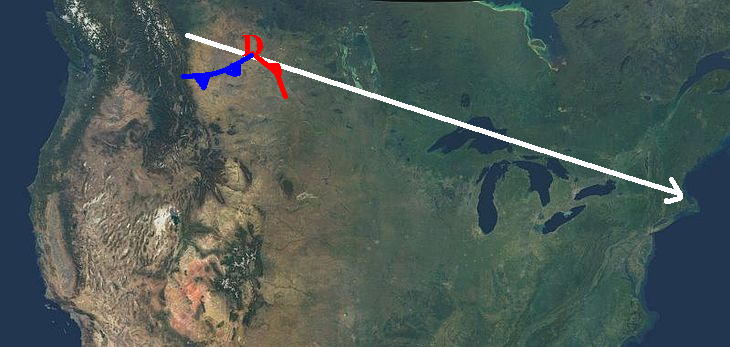
亞伯達飛剪的平均移動路徑

亞伯達飛剪（英語：Alberta clipper），又稱加拿大飛剪，是一個快速移動的低壓區，通常影響加拿大中部省份和美國中西部和五大湖區的部分地區，挾帶低溫和強陣風。「亞伯達飛剪」一名源自於加拿大亞伯達省，該省於19世紀以製船技術聞名，該省所製造出的飛剪式帆船是當時世界最快的船舶之一。

## 構成
「亞伯達飛剪」是由太平洋的暖濕水氣接觸到不列顛哥倫比亞省及亞伯達省中間的山脈所形成的低壓區，空氣沿著山脈的背風方向行進，經常在亞伯達省形成一個欽諾克風，當它在冬季與通常佔據在草原三省的冷氣團糾纏在一起時會形成溫帶氣旋，並向東北偏東方向飛行進入弗吉尼亞州北部的大西洋上部海岸。

## 影響
「亞伯達飛剪」所形成的溫帶氣旋通常會伴隨強烈的冷鋒，並在通過陸地時造成當地溫度驟降，通常會在10到12小時內使溫度下降攝氏16度（相當於華氏30度）。「亞伯達飛剪」所伴隨強陣風通常會增加低溫產生的機會，而「亞伯達飛剪」的中心最高風速可達每小時56至72公里，這些條件促使風寒指數下降到攝氏-30至-45度（相當於華氏-20至-50度）的範圍內。
由於缺乏水分和快速移動的關係，「亞伯達飛剪」的降雪量不高，然而有些特殊原因會使得「亞伯達飛剪」的降雪量提升。通常降雪量較高的「亞伯達飛剪」有三個條件，分別是：獲得更多的水分、較慢的移動速度及較低的溫度。而在五大湖區冬季氣溫高於周圍陸地，也有利於氣旋的發生、增強，並透過大湖效應增加整個降雪總量。

## 衍伸
從其他加拿大省份往南移動，類似「亞伯達飛剪」但並不常見的天氣系統常被歸類為「亞伯達飛剪」，或是用特殊的名稱稱呼，如：「Saskatchewan screamer」、「Manitoba mauler」及「Ontario scari-o」。